# Arabinoză
Arabinoza este o monozaharidă de tip aldoză (mai exact o aldopentoză) și are formula moleculară C5H10O5. Compusul prezintă doi stereoizomeri: D-arabinoza și L-arabinoza.
Din punctul de vedere structural, în natură majoritatea zaharidelor sunt răspândite sub forma D, descrisă ca fiind analoagă structural cu D-gliceraldehida. Totuși, în cazul arabinozei, L-arabinoza este mai răspândită în natură decât D-arabinoza, fiind întâlnită sub formă de component al unor biopolimeri: hemiceluloza și pectina.

## Obținere
O metodă clasică de sinteză organică a arabinozei presupune o degradare Wohl a glucozei.

## Proprietăți
Mai jos sunt prezentate formele ciclice posibile ale arabinozei (două forme furanozice și două forme piranozice):
| D-arabinoza         | D-arabinoza         |
| ------------------- | ------------------- |
| α-D-arabinofuranoză | β-D-arabinofuranoză |
| α-D-arabinopiranoză | β-D-arabinopiranoză |

## Roluri
Comercializată original ca îndulcitor, arabinoza este un inhibitor enzimatic al zaharazei, o enzimă care degradează zaharoza la glucoză și fructoză la nivelul intestinului subțire. Acest efect de inhibiție enzimatică a fost validat atât în cazul rozătoarelor, cât și în cazul organismului uman.